# Aéroport Federico-Fellini
L’aéroport de Rimini-Miramare ou aéroport international Federico Fellini (italien : Aeroporto internazionale Federico Fellini) (code IATA : RMI • code OACI : LIPR), est un aéroport situé à Rimini à huit kilomètres au sud-est du centre de la ville, plus précisément à Miramare (it) qui est une station balnéaire faisant partie de la commune de Rimini, à la limite de la commune de Riccione. Il s'agit du second aéroport de la région de l’Émilie-Romagne en nombre annuel de passagers après celui de Bologne. Au cours des neuf premiers mois de l'année 2011, il a enregistré une augmentation de plus de 60 % de son nombre de passagers par rapport aux neuf premiers mois de l'année 2010.
L’aéroport a été géré par Aeradria S.p.A jusqu'au octobre 2014. À partir d'avril 2015, la gestion est confiée à AiRiminum.
En 2011, il a vu transiter 920 549 passagers. Il est doté d'une piste longue de 3 000 mètres et large de 45 mètres, ainsi que d'une voie de circulation parallèle de 2440 x 22,50 m de dimensions. Orientée nord-ouest/sud-est, cette piste est parallèle au littoral de la mer Adriatique, et en est distant d’environ deux kilomètres. Miramare et la partie la plus au nord-ouest de Riccione occupent la bande urbanisée d’à peine plus d’un kilomètre de large située entre la mer et les emprises de l’aéroport. Celles-ci sont longées au nord-est par la route nationale 16 Adriatique (italien : Strada statale 16 Adriatica), qui suit sur cette section l’itinéraire de l’antique Via Flaminia.

## Histoire
Créé en 1912, d'abord comme installation militaire et d'aérostatique, la partie de l'aéroport ouverte au trafic civil a ensuite reçu le nom du réalisateur italien, originaire de Rimini, Federico Fellini.
L'aéroport, selon les accords avec l'Aeradria fondée en 1919, dessert aussi la République de Saint-Marin voisine et est situé à quelques kilomètres de la frontière avec celle-ci. La République de Saint-Marin détient 3 % de son capital social.

## Situation

### Carte des aéroports en Italie
| \| 100 km1:7 506 000 \| Abruzzes Alghero Ancône Bari Bergame Bologne Bolzano Brescia Brindisi Cagliari Catane Comiso Grosseto Coni Elbe Florence Foggia Gênes Lamezia Terme Lampedusa Milan L. Milan M. Naples Olbia Palerme Pantelleria Parme Pérouse Pise Reggio de Calabre Rimini Rome C. Rome F. Salerne Trapani Trévise Trieste Turin Venise Vérone |
| 100 km1:7 506 000 |

## Statistiques
Le graphique qui aurait dû être présenté ici ne peut pas être affiché car il utilise l'ancienne extension Graph, désactivée pour des questions de sécurité. Des indications pour créer un nouveau graphique avec la nouvelle extension Chart sont disponibles ici.

Voir la requête brute et les sources sur Wikidata.

## Compagnies et destinations
| Compagnies          | Destinations |
| ------------------- | --- |
| Iran Air            | En saison : Téhéran-Imam-Khomeini |
| LOT Polish Airlines | En saison : Varsovie-Chopin |
| Luxair              | En saison : Luxembourg-Findel |
| Neos                | En saison : Charm el-Cheikh, Marsa Alam, Rhodes-Diagoras |
| Pobeda              | Moscou-Vnoukovo (suspendue) |
| Rossiya             | Moscou Chérémétiévo (suspendue) En saison : Saint-Pétersbourg-Poulkovo (suspendue)                                                                                                  |
| Ryanair             | En saison : - Budapest-Ferenc Liszt, - Cagliari, - Kaunas, - Londres-Stansted, - Palerme Falcone-Borsellino, - Prague-Václav-Havel, - Varsovie-Modlin (Mazovie), - Vienne-Schwechat |
| SkyUp               | En saison : Kharkiv (Charcovie), Kiev-Boryspil, Odessa, Zaporijjia (suspendues) |
| Ural Airlines       | Moscou-Domodédovo En saison : Krasnodar-Pashkovsky, Iékaterinbourg-Koltsovo (suspendues)                                                                                            |
| Wizz Air            | Bucarest-H. Coandă, Tirana-Mère-Teresa |

Édité le 11/02/2020. Actualisé le 09/01/2023.